# كوليطا

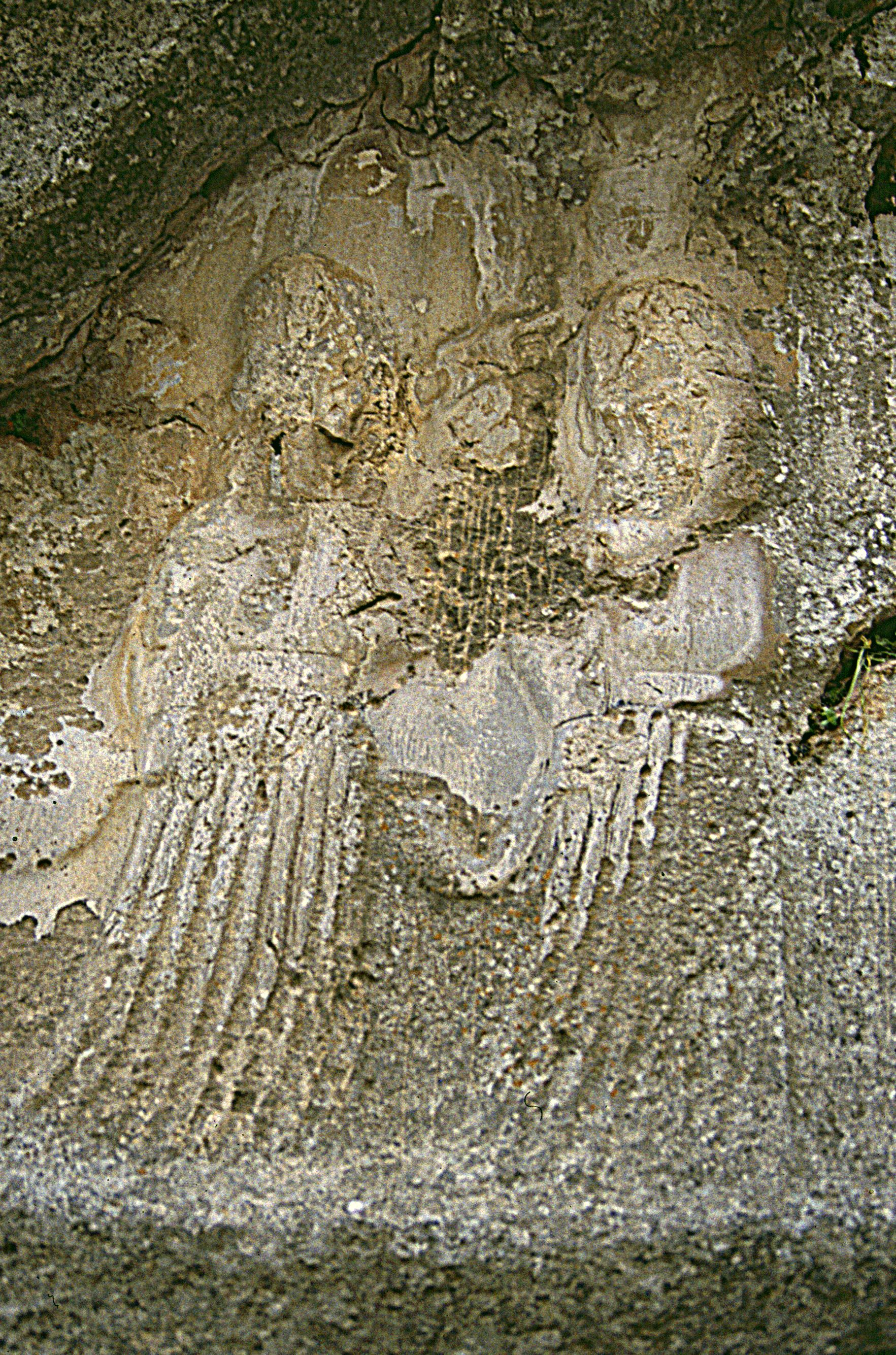
لوحة قديمة تعود الى إلهة الموسيقى كوليتا

كوليطا أو كوليتا هي إلهة الموسيقى والغناء في أساطير بلاد الرافدين. كانت رسولة وخادمة لإلهة الحب عشتار، وكانت تلحن أشعار عشتار التي ألقتها لحبيبها تموز. تم تبجيلها أيضاً في الأساطير الحيثية كإلهة الموسيقى.